# 德川光友
德川光友（日语：／ Tokugawa Mitsutomo，1625年8月31日—1700年11月26日），日本江戶時代初期大名，尾張藩第二代藩主、御三家之一尾張德川家第二代當主。父親是初代藩主德川義直，母親是側室於尉之方（吉田甚兵衛的姐姐歡喜院）。正室是第三代將軍德川家光的長女靈仙院千代姬，側室有樋口氏、村尾氏等十一人。官至從二位權大納言，諡號正公。

## 生涯
寬文二年（1625年），生於名古屋城，幼名五郎八、五郎太，而由於父親義直只有五郎太丸這麼一個兒子，因此五郎太丸受到義直極度、過分的溺愛。
元服後，五郎太丸領幕府三代將軍德川家光的「光」一字，父親義直的「義」一字，初名為光義。慶安三年（1650年），父親義直因中風症病發去世，光友繼任第二代藩主。寬文十二年（1672年）才正式改名光友。
光友在藩中設置寺院奉行制度和議定所，整備官制。同時，加強防火制度和軍備，且確立林業制度，穩固了藩政的基礎。而光友也增加支藩美濃高須家。不過由於光友是義直的獨生子，在父親的溺愛下長大的光友並不了解辛苦是什麼。他大肆修築大森寺和熱田社等寺院，而支出過多的結果就是藩裡的財政方面出現惡化。
元祿六年（1693年）將藩主的位子讓給，和正室千代姬所生的嫡子德川綱誠後隱居。元祿十二年（1699年），愛子綱誠先一步去世。翌年的元祿十三年（1700年），以七十六歲的年齡去世。
光友在武藝和茶道都是出色的人物。不過由於他不知道民間的疾苦，在當時被輕蔑的評論為「在優越中成長」。

## 官職位階履歷
※日期＝舊曆
- 寬永七年（1630年）五月三日，敘任從五位下，補任藏人。
- 寬永十年（1633年）九月五日，昇敘從四位下，轉任右兵衛督。
- 寬永十七年（1640年）三月四日，補任參議。兼帶右近衛權中將。七月十一日，昇敘從三位。參議、右近衛權中將如元。
- 慶安三年（1650年）六月二十八日，任尾張國名古屋藩藩主。
- 承應二年（1653年）八月十二日，昇敘正三位，轉任權中納言。
- 寬文十二年（1672年）十一月一日，改名為光友，初名為光義。
- 元祿三年（1690年）五月四日，轉任權大納言。五月十一日，昇敘從二位。權大納言如元。
- 元祿六年（1693年）四月二十五日，將藩主之位讓給嫡子綱誠，隱居。

## 子女
- 長子：義昌（1651年~1713年）梁川藩初代藩主，光友的長子，但因為是庶出的兒子，在系圖上排行三子
- 次子：綱誠（1652年~1699年）三代藩主
- 長女：豐姬（1655年）早夭，法名玉光院
- 三子：義行（1656年~1715年）高須藩藩主
- 次女：直姬（1658年~1661年）四代將軍德川家綱的養女。早夭，法名冬晃院晴覺幻大童女
- 四子：康永（1661年~1675年）家臣松平康久養子。早逝，法名清雲院
- 三女：貴姬（1666年~1683年）廣島藩主淺野綱長室。早逝，法名馨香院
- 五子：八郎太郎（1668年）早夭，法名明了院
- 六子：友重 （1669年~1702年）法名源了院
- 四女：秀姬（1673年）早夭，法名超勝院
- 五女：能姬（1674年）早夭，法名自光院
- 七子：萬之助（1675年~1781年）早夭，法名恢廣院
- 八子：仙之助（1675年）早夭，法名清淨院
- 九子：萬里之助（1677年）早夭，法名壽正院
- 十子：官之助（1677年）早夭，法名玉樹院
- 十一子：友著（1678年~1726年）號晦日，八代藩主德川宗勝的父親，法名隆興院
- 六女：元姬（1679年~1690年）初名鎚。早夭，法名信正院